# 麥道高
麥道高准將，CMG（英語：David Mercer MacDougall，1904年12月8日—1991年5月13日），二戰後首任香港輔政司，1946年－1949年在任。
麥道高於1928年以官學生身份來港，曾擔任南約理民府、首席助理輔政司兼定例局秘書等職位。1939年，麥道高轉任情報局主管，負責收集情報。二戰期間，麥道高與同樣滯留在香港的中華民國駐港代表陳策及掌控重要機密的英國軍情人員突圍至中國。返回英國後獲委任為香港規劃小組組長，負責籌備戰後管治香港的事務他認為香港戰後應該繼續由英國管治，不過英國政府應更注重清晰的方針和本地居民平等待遇；又提倡政治改革，這些構思後來為港督楊慕琦爵士所採用。香港重光後，麥道高獲委任為軍政府首席民政事務司，負責處理重光事務，制定食物供應、控制匯率、公共衛生、及法治等政策，以及與東江縱隊合作，維持地方治安。此外，麥道高亦著手安置和賠償防衛軍士兵。
麥道高擔任輔政司之時，中國以及世界政局均對香港有重大的影響。麥道高曾處理走私問題，並與中國簽訂港中走私協定。此外，面對香港反對扶植日本工業的聲音，麥道高主張不限制日本工業生產。他曾就著《國民日報》停刊一事多次與國民政府和《國民日報》交涉；此外，為控制與共產黨關係密切的學校，麥道高在立法局上提出賦予教育司權力審批教師註冊，指出政府因此有需要擁有一定權力關閉參與灌輸政治意識的學校。此外，他認為若因為政局不穩而導致戰爭再次爆發，政府將會有限度執行焦土政策。為促進人權，麥道高亦動議承認《世界人權宣言》。

## 早年生涯
麥道高於1904年12月8日出生於蘇格蘭珀斯，早年曾就讀珀斯學院（Perth Academy），後來負笈聖安德魯斯大學，1927年以歷史和英文二級榮譽畢業。他進而於1930年獲得文學碩士學位。

## 二戰前後
麥道高於1928年以官學生身份來港。1933年，他擔任南約理民府、翌年轉任北約理民府一職。1936年，他擔任立法議政兩局副秘書，更於同年擢升為首席助理輔政司兼立法局秘書一職。1939年，麥道高擔任情報局主管，負責收集情報。不過，他與同事相處並不愉快，他曾經形容他們為「愚蠢的鄉下人」（"pig-head provincials"）:21。1941年，太平洋戰爭爆發。不久以後，日軍在1941年12月8日入侵香港，掀起香港保衛戰序幕。
香港淪陷之時，麥道高與其助手正於告羅士打酒店靜待港督和輔政司的指示。待輔政司詹遜發出指令，允許他離開香港後，麥道高動身與其他官兵會合，展開逃亡:89。麥道高與其他官兵於香港仔乘機動小艇前往鴨脷洲，然後於當地登上魚雷艇，但小艇在途中卻被日軍開火掃射，艇上多人傷亡，麥道高背部亦中彈:104。之後當艇隊駛至藍塘海峽以東水域時，卻被日本軍艦發現，雖然日艦曾一度向艇隊開火，但艇隊最後安全無恙。26日凌晨，魚雷艇隊大鵬半島的南澳靠岸。麥道高隨其他官兵徒步115公里，於29日逃到仍由國民政府控制的廣東惠州:175。1946年1月，麥道高一行人抵達九江，受到當地居民歡迎，麥道高更接受當地記者訪問，講述逃亡過程:201。之後，他於翌年2月前往成都，接受背部槍傷治療:215-216。
麥道高隨後經美國返回英國，並於美國與其妻女會合:215-216。1944年，麥道高獲委任為香港規劃小組組長，負責籌備戰後管治香港的事務，並就著香港前途與美國與中華民國斡旋。麥道高認為，戰後香港應該繼續由英國管治，不過英國政府應有一個清晰的方針，以及給予本地居民更平等的權利:215-216。 除此之外，計劃小組建議於香港設立市議會，並改革行政立法兩局，旨在以民主改革增加談判的籌碼，避免美國支持中華民國收回香港；又建議於市區設立市議會，設有洋人和華人代表，其中華人代表是以選舉產生，藉此增加華人的歸屬感。

## 戰後生涯

### 軍政府首席民政事務司
1945年香港重光，麥道高與12名英治政府高級官員從印度馬德拉斯飛抵香港。之後他獲委任為軍政府首席民政事務司（Chief Civil Affairs Officer），負責處理重光事務，而他亦獲授準將軍銜。麥道高著眼於食物供應、控制匯率、公共衛生、及法治等和民間息息相關的事項，以加快重建速度，為英國挽回聲譽之餘，亦重奪民心。上任後第二日，麥道高便下令停止使用軍票，並容許民眾按比例兌換港幣。此外，他亦計劃借助東江縱隊強大的勢力來維持地方治安。為加強新界治安，麥道高建議分別任命彭德和戰前擔任理民官的巴輅（John Barrow）為第三突擊旅的上尉和中尉，負責管理新界地區，並與與東江縱隊合作，維持新界治安:94。
此外，考慮如何安置和賠償防衛軍士兵亦是軍政府一大任務。軍政府解散防衛軍，並把戰時薪金全部發放。麥道高曾經向殖民地部表示社會為防衛軍付出的成本相當高昂。與此同時，華裔工兵、砲兵部隊士兵、以及香港華人軍團的士兵則有兩種安置辦法。其中希望繼續服役者被編入香港華人訓練分隊（The Hong Kong Chinese Training Unit，香港軍事服務團（Hong Kong Military Service Corps）前身）；部分士官成為軍隊教官或是加入紀律部隊工作。在處理香港事務時，麥道高減少向殖民地部匯報，以獲取更大自由和增加施政效率，令香港盡快回覆正軌:55。
除此之外，政府亦需要處置曾與日佔政府合作的華人領袖，而麥道高在處理羅旭龢事件上擔任重要角色。羅旭龢爵士在香港淪陷期間擔任首席華人代表，與日佔政府合作，被英國政府視作叛徒，並一度以「賣國」罪名起訴他。麥道高勒令羅旭龢解除所有公職以等候進一步調查。麥道高之後於1945年10月又提交《香港整體狀况報告》（General Report on Hong Kong）予殖民地次官根特（Gerald Gent），他特別以一個專門的段落撰述「內奸與附敵者」（Quislings and Collaborators）。他在報告中表示，絕大部分社會領袖和日本人均有合作，只有於香港淪陷後逃至澳門的周峻年沒有與日本人合作。此外，麥道高在報告書中特別指出羅旭龢的行為事後招來很多非議和指控，建議殖民地部根據英國法律處理。但是，由於羅旭龢是獲港英高層授意跟日本人合作，英國政府於是最後決定不起訴羅旭龢，但規定他不能再擔任任何公職。

### 香港輔政司
1946年，麥道高被任命為二戰後首任輔政司。

#### 經濟活動
1948年，反對扶植日本工業復興運動大會致函英國首相艾德禮，反對扶植日本工業，促請英國政府支持香港工業。麥道高奉英國政府之命回覆時表示，全球布疋供應落後於需求，又表示香港作為英國殖民地，其商務利益與英政府所享受者完全相同，故不主張限制日本工業生產。
另一方面，麥道高任內亦致力打擊走私。因應中國走私情況越益嚴重，而中國當局多次向英國當局提出協議，麥道高遂於1948年簽訂港中走私協定，以協助中國打擊走私。條例規定小型貨船需於指定地點上落貨，並須通過海關檢測；又賦予中國海關於大鵬灣與后海灣巡邏的權利，所有運往中國的貨品均須通過中國海關關卡檢測。
另外，為針對日益嚴重的黃金黑市交易問題，港府於1949年推出《禁止黃金買賣法令》，以遏制黑市炒賣黃金的問題，並禁止印製關於黃金貿易的資訊，隨即引起社會緊張。麥道高回應立法局議員質詢時表示，港府設立法令以禁止黃金買賣，是因為香港境內黃金買賣情況過於活躍而對匯率有所影響，而且英國簽訂了國際貨幣基金會的相關協定，該協定規定協約國的黃金價格不能超越基金會所定的水平，香港作為英國的殖民地，也需要遵守有關規例。

#### 管制報業
1946年6月7日，《國民日報》刊登一篇名為《通緝岑維休》的社論，被香港政府以觸犯防衛法之名勒令停刊一個月:142。此舉引起了廣州報業不滿，更向香港總督抗議；廣州市參議會亦派慰問團到香港聲援《國民日報》:143。
麥道高接受立法局議員周錫年質詢時表示，港府無異破壞與中國的合作關係，又暗示若《國民日報》能向港府提交書面解釋證明對港府並無惡意，便可縮短停刊期限:146。麥道高收到《國民日報》的書面聲明後，便與華民政務司杜德和國民政府外交部特派專員郭德華以及《國民日報》職員馮幹文會談。麥道高在會談上表示總督已接納《國民日報》的解釋，並表示《國民日報》應刊登一篇聲明，以證明該報並無輕視香港法律和煽動香港市民作出違法的行為。《國民日報》最終於同年6月23日復刊:147。

#### 整頓教育
立法局於1948年出修改教育條例，旨在控制與共產黨關係密切的學校。麥道高在立法局上提出賦予教育司審批或取消教師的註冊的權力，以確保教師水平，又規定沒有經過註冊的老師不能授課，違法者將要附上刑事責任。除此之外，新修訂的教育條例將會容許總督關閉損害香港利益的學校。麥道高隨後指出一些校長或老師透過學校宣傳和灌輸政治意識，甚至舉行政治活動，損害香港社會以及學生的利益，因此政府有需要擁有一定權力，以關閉參與灌輸政治意識的學校以及罷免個別學校管理層。

#### 防衛策略
二戰後英國勢力受到重挫，加上戰後殖民地獨立運動和共產主義思潮，均令英國管治殖民地舉步維艱。另一方面，英國深知沒有美國支持，單靠自身力量未必能夠維持殖民地的管治權和穩定。1948年5月28日，英國駐東南亞副高級專員（Deputy Commissioner-General, Southeast Asia）發出密件，要求亞洲殖民地的輔政司盡快提交應對防禦計劃。
麥道高回覆時表示，香港正面對中國的威脅，他強調必須令市民對政府重拾信心；他又指出香港保衛戰期間以焦土策略破壞了不少基建設施，對民生帶來的傷害相當龐大。因此，他認為一旦戰火再現，焦土政策只會有限度執行，例如只破壞如碼頭和軍艦等軍事設施而不破壞渡海小輪等民生設施。

#### 政治發展
楊慕琦爵士於1946年復任港督，他上任後不久便廢除山頂區保留條例、促進公務員團隊本地化，並發表政治制度改革方案「楊慕琦計劃」，以提高民眾的政治參與度。 楊慕琦的政策是以麥道高統領的香港規劃小組所制定的計劃為藍圖，而麥道高後來也承認廢除山頂區保留條例是他本人的想法:299。
1946年，聯合國人權委員會負責起草《世界人權宣言》。1948年，麥道高於立法局上動議承認《世界人權宣言》，並認為人權是「文明人的共同諾言」。他又表示，要扭轉世界人權無用的思想十分困難，卻是必要的。此外，他相信促進人權與香港政府甚有關係，並指出香港沒有初等義務教育，但現時人類接受初等義務教育權利受《世界人權宣言》第十三條保護，因此香港政府需要爭取初等義務教育予香港市民。

## 晚年
1949年，麥道高辭去輔政司一職，退休歸國，年齡也只有45歲。歷史學家曾銳生認為，麥道高提早退休的原因是和葛量洪出現分歧，以及其婚外情招來葛量洪強烈不滿:65。他離港時，受到各界人士歡送。麥道高和群眾握別後，登上郵輪離開，而碼頭則燃放爆竹。
麥道高退休後居於沙福郡，以務農為生，並經常於東英格蘭與蘇格蘭兩邊遊走。他曾在1969年重臨香港訪問，認為香港比他管治時更好。麥道高最後於1991年5月13日去世，享壽86歲。《南華早報》形容他為「重建香港的人」。

## 個人生活
1932年，麥道高迎娶凱瑟琳·O·M·克勞瑟（Catherine O. M. Crowther）為妻，兩人育有一女安妮（Anne MacDougall），唯夫婦最後以離婚收場:299。之後麥道高於1951年再迎娶伊內茲·湯普森（Inez Thompson）為妻。兩人育有一女麥信立（Sheena MacDougall），麥信立是為保衛香港突圍羣英協會（Hong Kong Escape Re-enactment Organization）秘書長。麥道高與陳策為摯友，兩人早於1920年代已相識，並共同籌辦港粵網球埠際賽:21。

## 榮譽
- 聖米迦勒及聖喬治同袍勳章（1946年[32]）
- 中華民國景星勳章（1948年[33]）